# Стів Гарріс
Стів Персиваль Гарріс (англ. Stephen Percival Harris; нар. 12 березня 1956, Іст-Енд, Лондон) — англійський бас-гітарист, засновник і автор більшості пісень (як музики, так і текстів) гурту Iron Maiden. На початку грав у Gypsy's Kiss, пізніше приєднався до Smiler.

## Біографія
Стів Гарріс був найстаршим із 4 дітей, у нього було 3 молодші сестри. Вдома завжди грала музика, його сестри та їхні друзі постійно танцювали під The Beatles та інші відомі гурти, що, ймовірно, і зумовило зайняття Стіва музикою. Крім того, Стів захоплювався спортом — грав у футбол, теніс і крикет. Рішення присвятити себе музиці визріло тоді, коли його приятель дав послухати другу декілька альбомів Jethro Tull, King Crimson і Genesis. Юний Стів спочатку хотів бути барабанщиком, але маленька лондонська квартира, у якій він жив, не давала змогу завести барабанну установку.
Щоб не бути тягарем для батьків, Стів закінчив коледж і поступив на роботу креслярем. Однак кропітка робота кресляра його не дуже задовольняла, і врешті-решт він купив собі за 70 фунтів бас-гітару.

## Gypsy's Kiss, Smiler
У вільний від основної роботи час він опановував навички гри на бас-гітарі, а також грав у лондонській команді під назвою «Influence». Це був невеликий за своїм значенням гурт. У листопаді 1973 року гурт змінив свою назву на більш звучну «GYPSY'S KISS» (у перекладі з англійської мови «Циганський поцілунок»). Репертуар гурту складався з кавер-версій знаменитих блюзових гуртів, що дуже гальмувало розвиток музиканта. Гурт відіграв 6 концертів і розпався.
Пізніше Стів грав у гурті «Smiler», де не дуже цінували свого юного колегу. За стилістикою їх «твори» становили суміш із року та рокабілі, та визначалися простотою виконання. Стів запропонував свій матеріал, однак музиканти «Smiler» віднеслися до Стіва пихато. Загалом на початку Стів запропонував два треки: «Innocent Exile» і «Burning Ambition». «Innocent Exile» увійшла до концертного репертуару гурту «Smiler», але от композиція «Burning Ambition» була відторгнута зовсім.

## Iron Maiden
Наприкінці 1975 року, після пошуків у місцевому музичному середовищі, Стів Гарріс зібрав гурт у такому складі: Dave Sullivan — лідер/ритм гітара, Ron 'Rebel' Matthews — барабани, Paul Day — вокал, Terry Rance — лідер/ритм гітара, Steve Harris — бас. У травні 1976 року було офіційно заявлено про народження нового гурту під назвою Iron Maiden. Назву Стів узяв із фільму Людина в залізній масці (The Man In The Iron Mask), який розповідав про часи інквізиції. У середні віки «залізною дівою» називали знаряддя тортур — зроблену із заліза жіночу фігуру, зсередини якої знаходилася порожнина, а також — шипи. Пізніше говорили, що Стів Гарріс, вибираючи назву, мав на увазі не середньовічне знаряддя тортур, а прем'єр-міністра Маргарет Тетчер, яку за незламну волю, упертий характер і консерватизм прозвали «Залізною Дівою». Однак, в той час, коли «Iron Maiden» з'явились, Маргарет Тетчер ще навіть не входила до складу уряду.
До 1981 року гурт уже грав на професійному рівні, мав постійні контракти на тиражування альбомів з лейблом EMI, а також концертні виступи по всьому світі. І це багато в чому заслуга Стіва Гарріса, який зробив вагомий внесок у світову рок-культуру.

## Альбоми, записані в складіIron Maiden
- Iron Maiden (1980)
- Killers (альбом) (1981)
- The Number of the Beast (1982)
- Piece of Mind (1983)
- Powerslave (1984)
- Live After Death (1985)
- Somewhere in Time (1986)
- Seventh Son of a Seventh Son (1988)
- No Prayer for the Dying (1990)
- Fear Of The Dark (1992)
- A Real Live One (1993)
- A Real Dead One (1993)
- Live at Donington (1993)
- The X Factor (1995)
- Virtual XI (1998)
- Brave New World (2000)
- Rock in Rio (2002)
- Dance of Death (2003)
- Death on the Road (2005)
- A Matter of Life and Death (2006)
- The Final Frontier (2010)